# School of American Ballet
A Escola de Ballet Americano (do inglês School of American Ballet, abreviado SAB) é a escola de arte oficial do balé de Nova Iorque, situada no Lincoln Center for Performing Arts, fundada em janeiro de 1934 pelo coreógrafo George Balanchine, com ajuda do filantropista Lincoln Kirstein. É considerada uma das mais prestigiosas escolas de ballet dos Estados Unidos. 
Balanchine e Kirstein queriam iniciar uma companhia de ballet americano clássico, e precisavam de certo número de bailarinos, e conseqüentemente uma escola para treiná-los.